# Rjavci
Rjavci este o localitate din comuna Sveti Andraž v Slovenskih goricah, Slovenia, cu o populație de 98 de locuitori.